# A.R.G.
A.R.G. (Akronym für anfangs Aku Raaska Group, später  Anarchy Rules Games, momentan Ancient Rotten Graveguards) ist eine finnische Thrash-Metal-Band aus Kuusamo, die im Jahr 1987 gegründet, 1994 aufgelöst und 2011 neu gegründet wurde.

## Geschichte
Die Band wurde im Jahr 1987 von Gitarrist Jari Kelloniemi, Schlagzeuger Pasi Takkula und den Sängern Tepa Karjalainen und Aku Raaska gegründet. Zusammen nahmen sie das erste Demo Broken Marshall  auf, auf dem Kelloniemi auch den Bass übernahm. Das Demo wurde noch im selben Jahr veröffentlicht. Der erste Auftritt erfolgte in einer Schule in Kuusamo. Der Bass wurde dabei von Jari Aho übernommen. Als zweiter Gitarrist kam kurze Zeit später Vesa Säkkinen zur Besetzung. Zur selben Zeit verließ Sänger Raaska die Band. In der veränderten Besetzung nahmen sie ein weiteres Demo Heathenism in Penitentiary auf, das im Jahr 1988 veröffentlicht wurde und von dem 300 Stück abgesetzt werden konnten.
Nach dem Demo folgte ein weiterer Auftritt in Kuusamo, wodurch sich die Absatzzahlen des Demos nochmal erhöhten. Danach begab sich die Band nach Oulu zu einem Bandcontest. Davor spielten sie noch ein Konzert in Pudasjärvi und in Oulu. Die Band gewann den Contest und erhielt als Preis die Möglichkeit, eine Single aufzunehmen. Um die Single Aggressive Confessor aufzunehmen, begab sich die Band mit Produzentin Mara Mäntyniemi in ein Tonstudio in Oulu. Die Aufnahmen dauerten zwei Tage. Nach der Veröffentlichung im Jahr 1988  folgten mehrere Auftritte in Oulu, Kemi, Tornio und Kajaani. Später folgte ein größerer Auftritt in Oulu, wo die Gruppe als Vorband für Stone auftrat. Durch den Erfolg des Albums erreichte die Band einen Vertrag mit Megamania Records. Die Band nahm ihr Debütalbum in Helsinki auf und veröffentlichte es im Jahr 1989. Es folgten einige Auftritte, darunter auch eine einwöchige Tour mit Stone und Airdash durch Finnland.
Die EP Back to Life wurde von Niksu Nikula und Antti Mommo produziert und im Jahr 1990 veröffentlicht. Es folgten Auftritte auf dem Nummirock Metal Festival, dem Kuusrock und dem Giants of Rock. Nach den Auftritten arbeitete die Band am nächsten Album, das im Jahr 1991 unter dem Namen One World Without the End veröffentlicht wurde. Nach den Aufnahmen verließ Schlagzeuger Pasi Takkula die Band und wurde durch Tapani Kokko ersetzt. Es folgten weitere Auftritte und die Arbeit an neuen Liedern. Als nächstes Mitglied verließ Tepa Karjalainen die Band, nachdem er auf zwei weiteren Demos noch zu hören war. Vesa Säkkinen nahm nun den Posten des Sängers ein. Es folgte die Arbeit an weiteren Liedern. Als neuer Bassist kam Jarkko Poussu zur Band. Im Jahr 1994 löste sich die Band auf und fand im Jahr 2011 wieder zusammen.

## Stil
Die Band spielt klassischen Thrash Metal. Die Lieder werden mit den frühen Werken von Testament verglichen.

## Diskografie
- Broken Marshall (Demo, 1987, Eigenveröffentlichung)
- Heathenism in Penitentiary (Demo, 1988, Eigenveröffentlichung)
- Aggressive Confessor (Single, 1988, Megamania Records)
- Entrance (Album, 1989, Megamania Records)
- Prevailing Sickness / Mosher (Single, 1989, Megamania Records)
- Back to Life (EP, 1990, Megamania Records)
- One World Without the End (Album, 1991, Megamania Records)
- December '91 (Demo, 1991, Eigenveröffentlichung)
- Purged to Blaze Again (Demo, 1993, Eigenveröffentlichung)
- Electro-Orgasm (Demo, 1994, Eigenveröffentlichung)
- Redemption from Refaim (Album, 2015, Ranka Kustannus Oy)